# 506-й важкий танковий батальйон (Третій Рейх)
506-й важкий танковий батальйон (Третій Рейх) (нім. schwere Panzerabteilung 506, s PzAbt 506) — важкий танковий батальйон вермахту часів Другої світової війни, що мав на озброєнні важкі танки «Тигр» I і «Тигр» II. Створений влітку 1943 року, батальйон оснащувався танками «Тигр I» до 28 липня 1944 року. Протягом періоду з 20 серпня по 12 вересня 1944 року його переозброїли до повного штату 45 важкими танками «Тигр» II. 506-й батальйон був унікальним, оскільки був єдиним батальйоном «Тигрів», до складу якого входила четверта рота. 506-й був також першим з батальйонів «Тигр», який був оснащений виключно важкими танками; він ніколи не озброювався середніми танками Panzer III, що діяли в низці важких танкових батальйонів Сухопутних військ у ролі підтримки. Підрозділ брав участь у бойових діях на Східному та Західному фронтах, аж до розгрому у Рурському «мішку» у квітні 1945 року. На офіційному рахунку танкового батальйону лічиться понад 400 підбитих танків з менш ніж 75 власними бойовими втратами.

## Історія

### Східний фронт
506-й важкий танковий батальйон було створено 20 липня 1943 року у Санкт-Пельтені за рахунок особового складу 2-го батальйону 33-го танкового полку 9-ї танкової дивізії вермахту. Озброєний 45 «Тиграми» I, батальйон вперше вступив у бій 20 вересня, діючи у складі 9-ї танкової дивізії. 10 «Тигрів» у взаємодії з підрозділами 10-го панцергренадерського полку здійснили спробу штурму сильно захищеного міста Павлівка. У результаті невдалої атаки підрозділ втратив свій перший «Тигр». Протягом наступних кількох тижнів у цьому районі відбулося кілька наступальних та оборонних боїв, унаслідок чого було втрачено кілька важких танків. За результатами оцінки ефективності новітніх танків спеціалісти 16-ї панцергренадерської дивізії надали звіт, з якого зрозуміло, що «Тигр I» навіть у вересні 1943 року не був непроникним для радянської протитанкової зброї — навіть у лобову броню. Усі шість втрачених танків були знищені з відстані понад 1 км.
У подальшому важкий танковий батальйон бився у масштабних боях у битві за Дніпро, а в жовтні воював у районі Кривого Рогу. Перший командир батальйону, майор Гергард Віллінг, загинув під час бойових дій 23 жовтня. 14 листопада три «Тигри» 3./s.Pz.Abt.506, очолювані лейтенантом Грейфом, виявили групу радянських танків поблизу Недайвода — раптовою атакою з ходу «Тигри» знищили 19 танків.
16 грудня 9 «Тигрів» підрозділу були розгорнуті під Кіровоградом на підтримку 13-ї танкової дивізії. Станом на 20 грудня жоден із 27 танків батальйону, що залишився, не перебував у бойовому стані, але наступного дня чотири були в робочому стані. 29 і 30 грудня 13 «Тигрів» — половина танків 506-го батальйону, що залишилася — були доставлені залізницею в Оратів для підтримки III танкового корпусу, де бої тривали протягом наступного місяця. Під час зіткнень на цьому напряму разом з 16-ю танковою дивізією підрозділ зазнав значних втрат і до 27 січня втратив 16 із 26 своїх танків, але 6 нових танків було поставлено наприкінці січня 1944 року.
1 лютого батальйон здійснив 100-кілометровий марш на захід, готуючись до спроби прориву кільця оточення під Корсунь-Шевченківським, в якому опинилися значні сили групи армій «Південь». З 10 «Тиграми» в справному стані 506-й батальйон діяв знову у взаємодії з 16-ю танковою дивізією. Протягом наступних кількох днів, незважаючи на дефіцит палива та подальше зупинення просування, танкісти 506-го батальйону підбили 49 танків противника, не втративши жодного власного танка. Протягом наступного тижня підрозділ за підтримки Люфтваффе вів важкі бойові дії з надання допомоги своїм військам навколо Ліссянки та 14 лютого з'єднався з підрозділами 1-ї танкової дивізії. Однак, намагаючись вирвати 1-шу танкову дивізію з оточення, 506-й був змушений кинути та знищити 3 свої танки. На початку березня решту з 24 «Тигрів» 506-й передав 503-му важкому танковому батальйону, і особовий склад вирушив до Львова для відновлення боєздатності.
29 березня 506-й важкий танковий батальйон почав приймати нові танки «Тигр I». 2 квітня батальйон, отримавши лише 22 танки, вирушив за наказом до Поморян. 4 квітня, підтримуючи 227-й єгерський полк 100-ї єгерської дивізії, танкісти батальйону захопили західну частину Підгайці. Йому вдалося прорвати радянські оборонні позиції на захід від Бронгалівки, знищивши при цьому 12 танків РСЧА. Наступного дня німецькі танкісти знищили ще 20 танків, відбиваючи радянські контратаки. Підрозділ продовжував битися разом із 100-ю єгерською дивізією до 10 квітня.

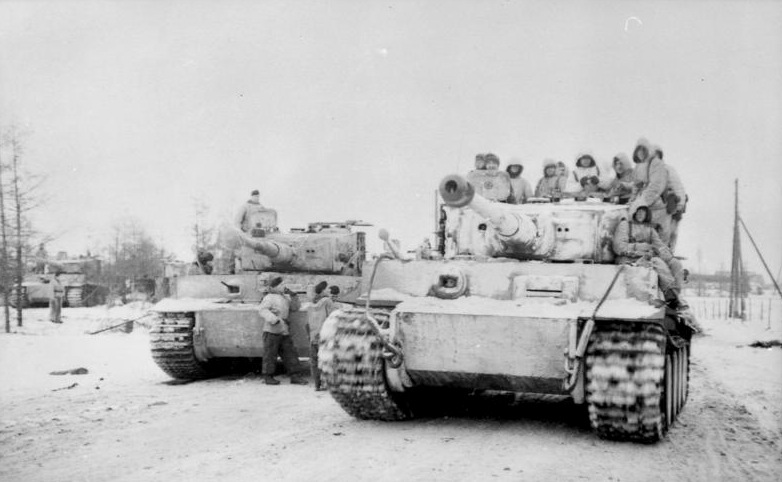
Важкі танки «Тигр» I з білим камуфляжом на засніженій вулиці села. Україна. Зима 1944

21 квітня танки батальйону знову перейшли у наступ, підтримуючи 1-шу піхотну дивізію. П'ять танків також були використані у складі 23-го танкового полку в успішній атаці на північний схід від Жабокруки, але всі п'ять машин вийшли з ладу. Два «Тигри» були повністю виведені зі строю. До 29 квітня Хотимир був захоплений 506-м разом з 23-м танковим полком.
Протягом наступних кількох днів «Тигри», що залишилися у складі батальйону разом з 23-м танковим полком боровся з радянськими силами. У цей період були виявлені танки ІС-1, один з яких був захоплений німецькими силами 1 травня. Решту місяця підрозділ був приданий 17-й танковій дивізії.
Протягом значної частини червня 506-й важкий танковий батальйон підтримував відступ 1-ї піхотної дивізії через Дністер, а потім був відкликаний у збірний район у Слободці. В середині липня він пройшов 100 км марш у напрямку до Золочіва, де з 16 до 21 липня він бився в серії невдалих спроб допомоги оточеному XIII армійському корпусу. У серії боїв 18-24 липня, танкісти відступали на південний захід, щоб уникнути оточення. Більшість «Тигрів» підрозділу довелося знищити, щоб запобігти захопленню. З 27 по 28 липня 506-й батальйон воював під Кудлатівкою та Калушем, перш ніж був виведений з переднього краю та передислокований до Мункача. Ще 6 справних «Тигрів» підрозділу були передані 507-му важкому танковому батальйону. 15 серпня підрозділ розпочав переведення до Ордруфа для переозброєння й переведення на Західний фронт.

### Західний фронт
У Німеччині 506-й важкий танковий батальйон був повністю переформований та доукомплектований, отримавши з 20 серпня по 12 вересня 1944 року повний комплект з 45 танків «Тигр» II і був виведений у Нідерланди, прибувши до Зевенаара в ніч з 23 на 24 вересня. У Голландії батальйон увійшов до складу 1-ї парашутно-танкової армії. Штаб батальйону та 1-ша рота батальйону прибули до Аахена, тоді як 2-га та 3-тя танкові роти перейшли в підпорядкування командирів 10-ї та 9-ї танкових дивізій СС відповідно в рамках до проведення контрнаступальних дій в операції «Маркет-Гарден».

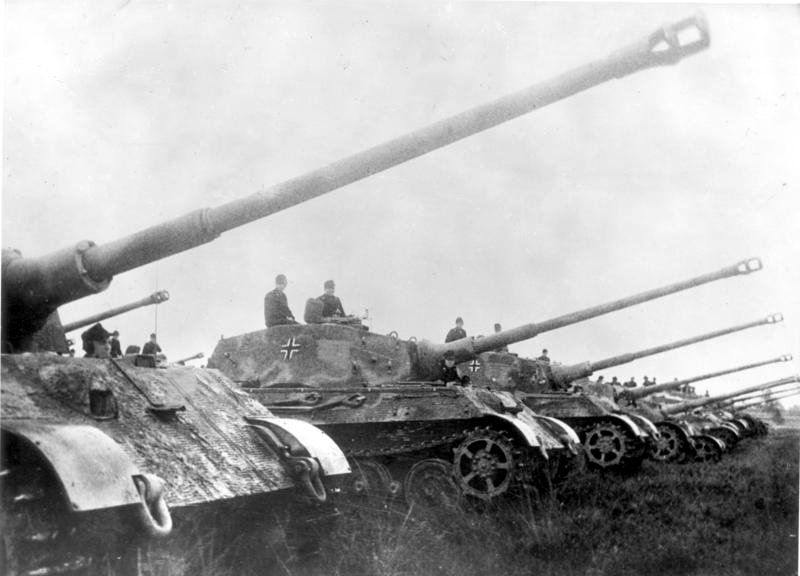
Підготовка танків «Королівський Тигр» до бою. Західний фронт. 1944

2./s.Pz.Abt.506 воювала з 10-ю танковою дивізією СС на південь від річки Рейн у районі Ельст (між Арнемом та Неймегеном). 1 жовтня, у перший день контратаки 10-ї дивізії на позиції союзників, було втрачено 8 «Тигрів». Чотири з них пізніше були відновлені, але решта не підлягала ремонту і була списана. Дорожні умови в цьому районі були поганими і непридатними для «Тигрів»; на схід від Ельсту два танки зісковзнули з вузької дороги і застрягли в канаві. Перший з них згодом був знищений британським протитанковим PIAT. Наступного дня п'ять танків роти діяли разом із 116-ю танковою дивізією «Віндхунд» у черговій атаці на північний схід від Ельста, але наступ було знову зупинено союзними контратаками.
3./s.Pz.Abt.506 була розгорнута разом з «кампфгруппен» «Шпліндер» та «Аллворден» (KG Spindler і Allwoerden) у південно-східному секторі Остербека. «Тигри» мали значні труднощі, діючи у вузьких просторах вуличних боїв, для яких вони не розраховувалися. Рота втратила єдиного «Тигра» II в Остербеку біля міської школи. Британські десантники вивели його з ладу пострілом з 57-мм протитанкової гармати QF 6-pounder, влучивши в праву гусеницю і знерухомівши важкий танк. Далі підбитий танк обстріляла 75-мм гаубиця, і коли він загорівся, його добили пострілами з близької відстані РПГ PIAT.
З 14 жовтня протягом наступних кількох днів танкісти батальйону воювали разом з 3-ю панцергренадерською дивізією в районі лісу Пробштейєр. До 20 жовтня 506-й батальйон мав у строю лише 18 танків з 35. Після захоплення Аахена союзниками наступного дня підрозділ був передислокований у Гереоншвайлер.

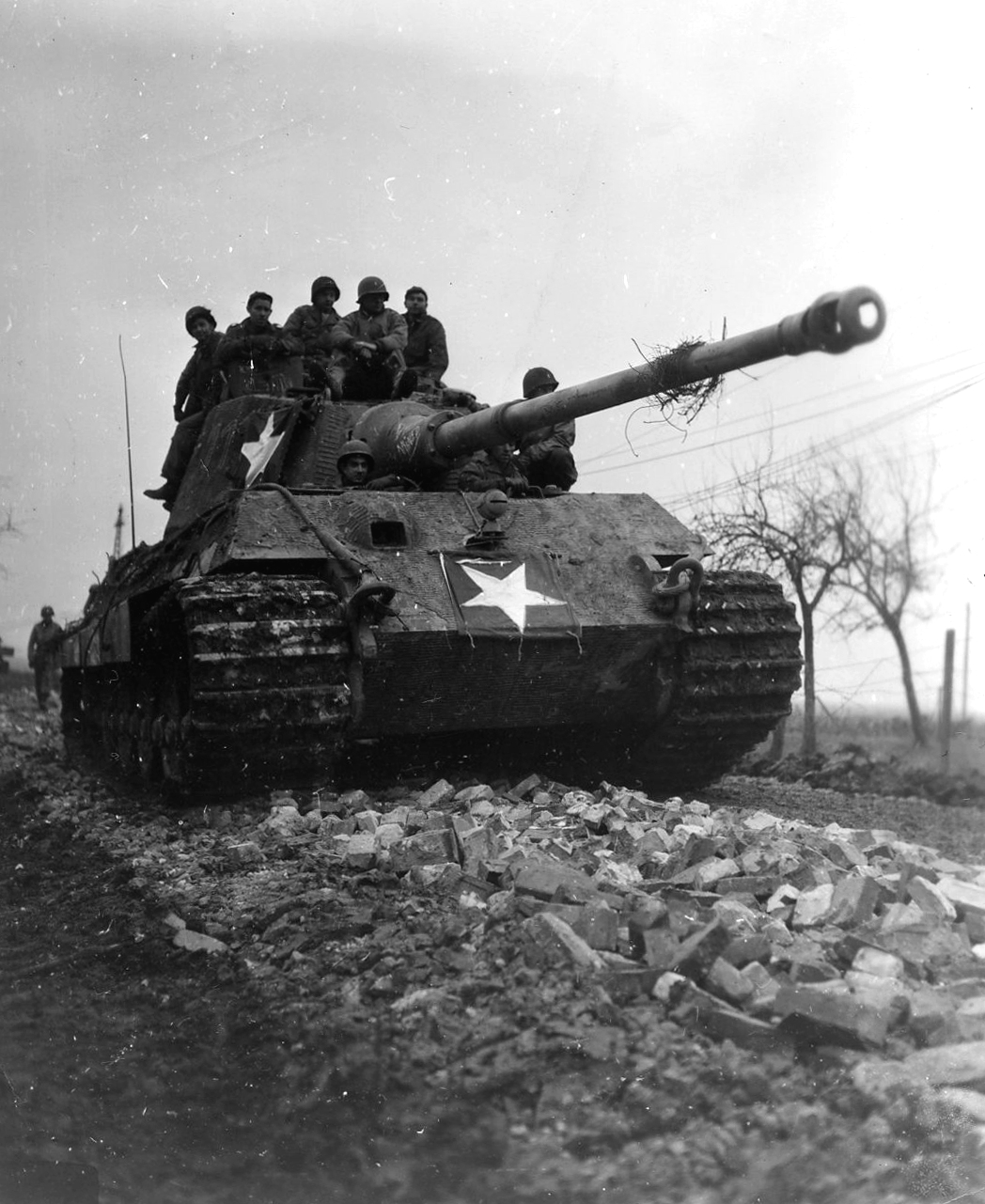
Захоплений американцями трофейний танк «Тигр» II. Арденни. 15 грудня 1944

За станом на 1 листопада у батальйоні було 35 справних «Тигрів», коли його передали командиру 47-й танкового корпусу. Наступного дня було доставлено два додаткових «Тигра», і всі 37 танків батальйону, крім одного, були в боєготовому стані, коли 506-й батальйон зосередили 15 листопада поблизу Меркена.
Рано вранці 17 листопада 506-й важкий танковий батальйон за підтримки «Пантер» 9-ї танкової дивізії під командуванням генерал-майора Гаральда фон Ельферфельдта провів контратаку проти 2-ї бронетанкової дивізії в місті Пуффендорф. На рівнинах Роер місцевість була досить м'якою. Протягом двох днів запеклих боїв (16-17 листопада) командування 2-ї американської бронетанкової дивізії втратило приголомшливі 52 середніх та 19 легких танків. Дивізія зазнала найтяжчих втрат у війні — більш ніж удвічі перебільшували втрати союзників у найважчі дні після висадки в Нормандії у День Д. О 16:00, залишившись лишень з кількома боєготовими танками та вичерпавши запаси, 2-га бронетанкова дивізія вимушено відступила до Пуффендорфа.
19 листопада 1944 року 702-й американський протитанковий самохідний дивізіон контратакував з винищувачами танків M10 GMC та новими M36 GMC (озброєними 90-мм гарматою). Пострілом з відстані 1000 м, M36 знищив «Тигр» на північ від Фрайальденговена. 20 листопада американці знову розпочали наступ. 506-й батальйон і 9-та танкова дивізія змогли уповільнити їхнє просування, але не раніше, ніж були захоплені селища Гереоншвайлер та Едерен. Згодом 506-й танковий батальйон підтримував 12-ту фольксгренадерську дивізію в контратаці поблизу Пюцлона. 1 грудня він був виведений до Гревенброха з 11 діючими танками з 30 за штатом. Ще 12 «Тигрів» надійшли як поповнення з 8 до 13 грудня.
Напередодні початку стратегічної наступальної операції нацистської Німеччини на Західному фронті 506-й важкий танковий батальйон разом з 501-м важким танковим батальйоном СС включили до складу ударного угруповання вермахту. 17 грудня танкісти батальйону вступили в бій біля Андлера. 506-й та 301-й важкий танковий батальйон «Функленк» діяли у складі 6-ї танкової армії. В ході боїв за Бастонь та ряді подальших боїв у Люксембурзі, 506-й батальйон зазнав важких втрат. До початку березня 1945 року підрозділ був морально та матеріально розбитий. Значна кількість «Тигрів» була або знищена в боях, або кинута та підірвана екіпажами. 6 березня, коли сім «Тигрів» залишилися в строю, підрозділ вів наступальні дії з 340-ю фольксгренадерською дивізією, але наступного дня біля Боксберга було знищено ще шість танків. Після відновлення пари «Тигрів» у батальйоні залишилося три танки з 15, що загалом вціліли у запеклих боях. 8 березня два нові танки були доставлені батальйону у Вельхераті і вкопані на оборонних позиціях, але вони були знищені екіпажем через брак палива. Того ж дня вантажівки та легкові машини з екіпажами без танків дісталися Гер-Гренцгаузена.
Тринадцять нових «Тигрів» мали бути поставлені 12 березня, але вони не прибули. Натомість чотири з цих машин через дефіцит палива були передані на оборонні позиції «кампфгруппен» «Дюнкер» з підрозділами 116-ї танкової дивізії в Беккумі. Станом на 15 березня 506-й батальйон мав тільки два «Тигри», але 20 березня отримав сім додаткових танків — переданих з 501-го важкого танкового батальйону СС. 22 березня батальйон з 22 важкими танками отримав комплект винищувачів танків «Ягдтигр» від 512-го самохідного протитанкового батальйону, а наступного дня до нього приєднався 654-й важкий протитанковий дивізіон, шляхом об'єднання з них сформували «панцергрупу Гюдель» (нім. Panzergruppe Hudel). 24 березня підрозділ розпочав контратаку проти американських військ, але наступного дня не зміг відступити у бік Зіґена. «Тигри» зведеної групи брали участь у оборонних операціях у Зіґені та його околицях протягом наступних чотирьох днів, перш ніж отримати наказ відступити до Шмалленберга; три танки залишилися позаду, знищені екіпажами.
2 квітня була отримана чергова партія з шести танків від 501-ї батальйону СС, і 11 з решти «Тигрів» пройшли 3–4 квітня на 100 км, щоб приєднатися до 3-ї панцергренадерської дивізії, що перебувала в обороні. Марш тривав до 6 квітня, коли батальйон перейшов у підпорядкування командира 106-ї танкової бригади «Фельдгеррнгалле» з трьома «Тиграми» в робочому стані (вісім зламалися в попередніх маршах). Протягом наступних кількох днів рештки танкового батальйону вели серію сутичок поряд із 176-ю та 338-ю піхотними дивізіями.
12 квітня, коли більшість танків залишилася без палива, батальйон перемістився в район Еслое-Коббенроде, а коли він прибув на схід від Вердоля в строю залишився єдиний «Тигр». 13 квітня залишки перемістилися до Ізерлона, а екіпаж танків виконував функції піхоти в бойових діях на південь від міста. 14 квітня s.Pz.Abt.506 був розформований гауптманом фон Ремером в Ізерлоні.

## Командування

### Командири
- Майор Гергард Віллінг (нім. Gerhard Willing) (20 липня — 29 жовтня 1943, загинув);
- Майор Ебергард Ланге (нім. Eberhard Lange) (листопад 1943 — січень 1945);
- Гауптман Гайлігенштадт (нім. Heiligenstadt) (січень — 9 лютого 1945, потрапив у полон);
- Гауптман Йобст-Крістоф фон Ремер (нім. Jobst-Christoph von Römer) (9 лютого — 14 квітня 1945).

## Нагороджені батальйону[1]
Нагороджені Сертифікатом Пошани Головнокомандувача Сухопутних військ для військових формувань Вермахту за збитий літак противник
- 15 жовтня 1944 — унтерофіцер Відешіц (Wiedeschitz) за дії 15 жовтня 1944 (1);

|  | Кавалери Золотого Німецького Хреста                                                                        | 8 |
|  | Кавалери Срібного Німецького Хреста                                                                        | 1 |
|  | Кавалери Лицарського хреста Залізного хреста                                                               | 1 |
|  | Кавалери Почесної відзнаки Сухопутних військ «Почесна застібка на орденську стрічку для Сухопутних військ» | 1 |